# کایو فیلیپه گونزالوس
کایو فیلیپه گونزالوس (به پرتغالی: Kaio Felipe Gonçalves) مهاجم اهل برزیل است که در شهر کوریتیبا و در تاریخ ۶ ژوئیهٔ ۱۹۸۷ به دنیا آمده‌است.
کایو فیلیپه گونزالوس در تیم‌های فوتبال Atlético Paranaense سابقهٔ حضور دارد.